# بطولة إفريقيا لكرة القدم للشباب 1979
بطولة أفريقيا لكرة القدم للشباب 1979 هي النسخة الأولى من البطولة، أجريت وَفق نظام الذهاب والإياب، وفاز بها المنتخب الجزائري بعد فوزه على المنتخب الغيني، وتأهل الفريقين معا إلى بطولة العالم للشباب لكرة القدم 1979 باليابان.

## المنتخبات المشاركة
شاركت المنتخبات التالية في البطولة (ولعبت مباراة واحدة على الأقل):
| - الجزائر - الكاميرون - مصر - إثيوبيا | - غينيا - كينيا - ليبيا - موريشيوس | - المغرب - نيجيريا - تونس |

## الدور التمهيدي
| الفريق الأول | إجم. | الفريق الثاني | مباراة الذهاب | مباراة الإياب |
| ------------ | ---- | ------------- | ------------- | ------------- |
| كينيا        | w/o  | مالاوي        | –             | –             |
| موريشيوس     | w/o  | مدغشقر        | –             | –             |
| غامبيا       | w/o  | السنغال       | –             | –             |

## الدور الأول
| الفريق الأول | إجم.  | الفريق الثاني | مباراة الذهاب | مباراة الإياب |
| ------------ | ----- | ------------- | ------------- | ------------- |
| ليبيا        | 2 - 3 | الجزائر       | 1 - 2         | 1 - 1         |
| مصر          | 0 - 3 | تونس          | 0 - 1         | 0 - 2         |
| كينيا        | 2 - 4 | إثيوبيا       | 2 - 0         | 0 - 4         |
| موريشيوس     | w/o   | أوغندا        | –             | –             |
| المغرب       | w/o   | مالي          | –             | –             |
| غينيا        | w/o   | توغو          | –             | –             |
| الكاميرون    | w/o   | ساحل العاج    | –             | –             |
| نيجيريا      | w/o   | غامبيا        | –             | –             |

## الدور الثاني
| الفريق الأول | إجم. | الفريق الثاني | مباراة الذهاب | مباراة الإياب |
| ------------ | ---- | ------------- | ------------- | ------------- |
| تونس         | 1–2  | الجزائر       | 1–2           | 0–0           |
| موريشيوس     | 1–2  | إثيوبيا       | 1–1           | 0–1           |
| غينيا        | 2–0  | المغرب        | 2–0           | 0–0           |
| نيجيريا      | 3–1  | الكاميرون     | 1–1           | 2–0           |

## نصف النهائي
| الفريق الأول | إجم. | الفريق الثاني | مباراة الذهاب | مباراة الإياب |
| ------------ | ---- | ------------- | ------------- | ------------- |
| إثيوبيا      | 0–1  | الجزائر       | 0–0           | 0–1           |
| نيجيريا      | 1–2  | غينيا         | 0–1           | 1–1           |

## النهائي
| الفريق الأول | إجم.   | الفريق الثاني | مباراة الذهاب | مباراة الإياب |
| ------------ | ------ | ------------- | ------------- | ------------- |
| الجزائر      | 4 - 4a | غينيا         | 2 - 1         | 2 - 3         |

^a فازت الجزائر باعتبار قانون الأهداف خارج الديار.
| بطولة أفريقيا لكرة القدم للشباب 1979 |
| ------------------------------------ |
| · الجزائر · للمرة الأولى             |

## المتأهلين لبطولة العالم للشباب
تأهل أفضل فريقين إلى بطولة العالم للشباب لكرة القدم 1979 باليابان.
- الجزائر
- غينيا

## روابط خارجية
- نتائج المباريات من آر إس إس إس إف